# Krzysztof Jonczyk
Krzysztof Wojciech Jonczyk (ur. 1956) – polski polityk, samorządowiec, od 3 listopada 1998 do 6 czerwca 2002 prezydent Zduńskiej Woli.
W 1998 dostał się do Rady Miasta Zduńskiej Woli z ramienia Akcji Wyborczej Solidarność i został wybrany na prezydenta miasta. Z funkcji zrezygnował w czerwcu 2002 roku na skutek konfliktu z koalicjantami po przyznaniu przez Radę Miasta, jako prezydentowi, o połowę niższego dodatku funkcyjnego od zakładanego pierwotnie (tymczasowo zastąpiła go poprzedniczka na tym stanowisku, Jolanta Pustelnik). W wyborach z 2002 ubiegał się bezskutecznie o mandat radnego Zduńskiej Woli z ramienia KWW Inicjatywa Społeczna Wspólnota Samorządowa. Po przegranych wyborach wyjechał z miasta. 